# Ragunda kommunala realskola
Ragunda kommunala realskola var en kommunal realskola i Hammarstrand verksam från 1951 till 1964.

## Historia
Skolan fanns som högre folkskola som i juli 1951 ombildades till kommunal mellanskola vilken den 1 juli 1952 ombildades till kommunal realskola.
Realexamen gavs från omkring 1954 till 1964.
Skolbyggnaden uppförd 1950 används efter realskoletiden av Anders-Olofskolan.